# アシュタラク
アシュタラク（アルメニア語: Աշտարակ、英: Ashtarak、Achtarak、Ashtarakats’ Gyugh）は、アルメニアの工業都市。街の名はアルメニア語で「塔」を意味する。首都エレバンから北西へ20kmほど行ったカサグ川沿いに位置し、アラガツォトゥン地方の中心都市でもある。
人口は約3万人。アルメニアの三大都市であるエレバン、ギュムリ、ヴァナゾルをつなぐ幹線道路の要衝である。

## 歴史
伝承によると、その昔アシュタラクには三姉妹が住んでいて、三人ともサルギス王子という男と恋に落ちた。上の二人は末っ子を幸せにさせるため自殺を決心し、一人はアプリコットのようなオレンジ色をしたドレス、もう一人は赤いドレスを着て峡谷に飛び降りた。その後、二人を捜し当てた末っ子も白いドレスを着て同じく身を投げた。王子は隠者となり、峡谷の縁に三つの小さな教会を見つけ彼女たちのドレスの色にちなんでそれらを命名した。
そのうち最もよい状態で保存されているのは「赤みがかった」という意味のカルムラヴォル教会である。7世紀に建造され、中央部は十字形になっておりドームは赤色とオレンジ色に塗られている。八角形のドラム（ドーム屋根のついた円筒形建造物）もある。そのほかの2つは「白みがかった」という意味のスピタカヴォル教会と「オレンジ色をした」というトシラナヴォル教会で、スピタカヴォル教会は5世紀から6世紀にかけて、トシラナヴォル教会は13世紀から14世紀にかけて建てられた。この二つは同時に発見されたといわれる。
このほかにもアシュタラクには二つの歴史的な教会がある。聖サルギス教会は19世紀に宗教改革以前の建造物と建替えられたもので、峡谷を見下ろす場所に位置し、前述の三教会もみえる。最近になって外壁の大部分が改装された。アシュタラク最大の聖マリアン教会は街の中心部に位置し、外側からは長方形に見えるが内部は十字の形になっている。前述の八角形のドラムもある。
街でもう一つおもしろいものは、聖サルギス教会の真下の峡谷（カサグ川）に架かる橋である。これは1664年に完成したが、三つのアーチから成る特徴的な形をしている。

## ゆかりの人物
- スムバト・シャハジーズ - 詩人
- ノライル・シサキアン - 学者
- ゲヴォルグ・エミン - 詩人

## スポーツ
サッカークラブのカサフ・アシュタラクが本拠地としている。

## ギャラリー

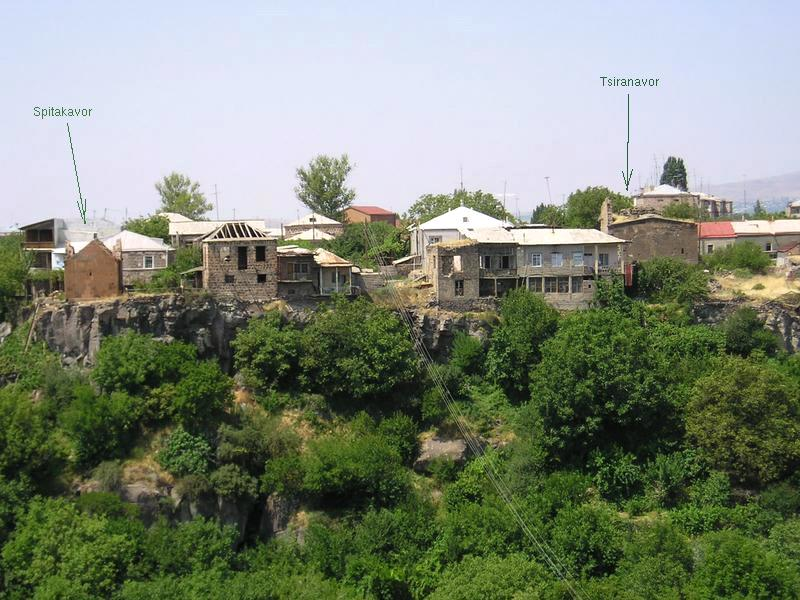
聖サルギス教会からスピタカヴォル教会とトシラナヴォル教会を見る
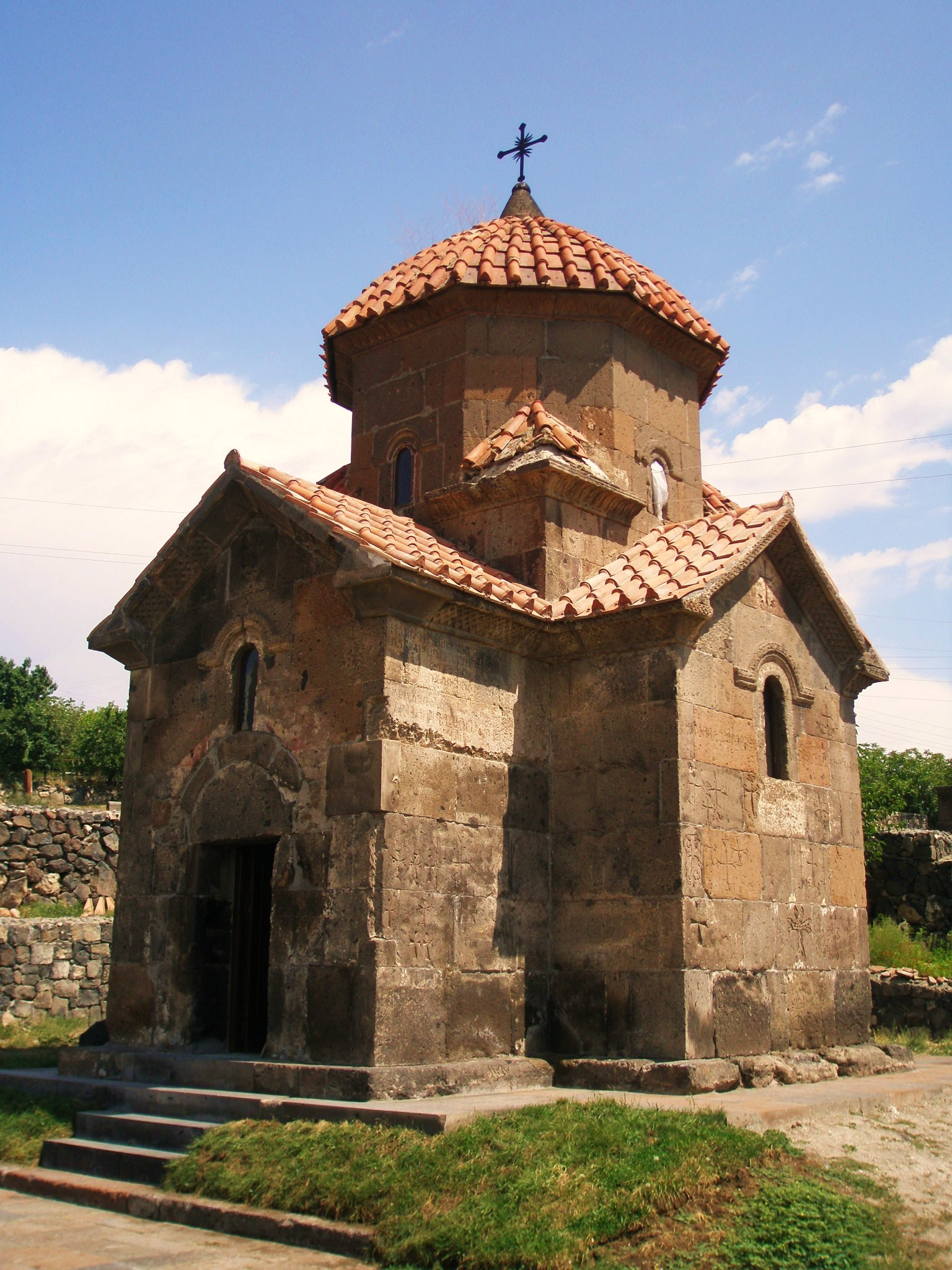
カルムラヴォル教会
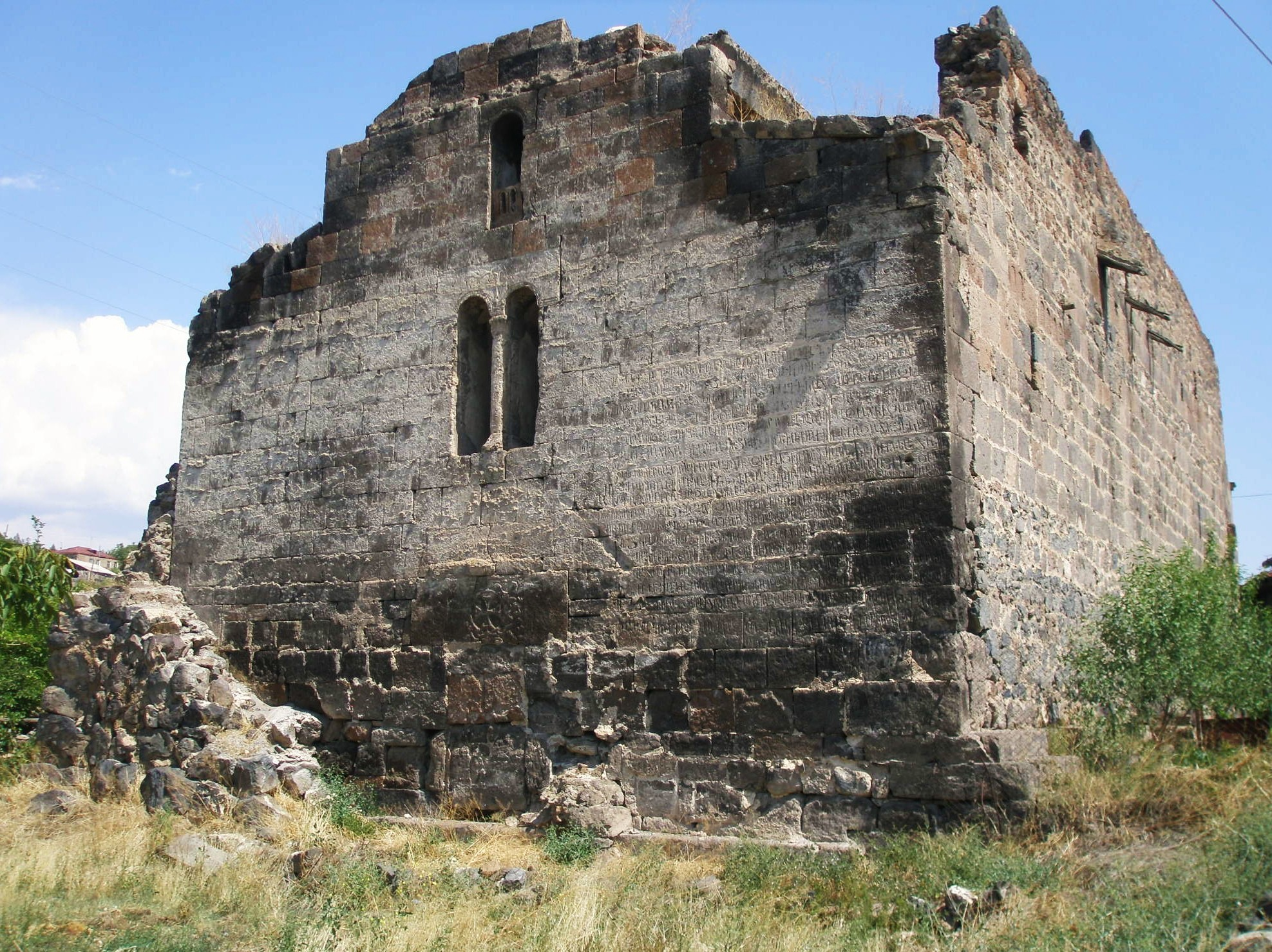
スピタカヴォル教会
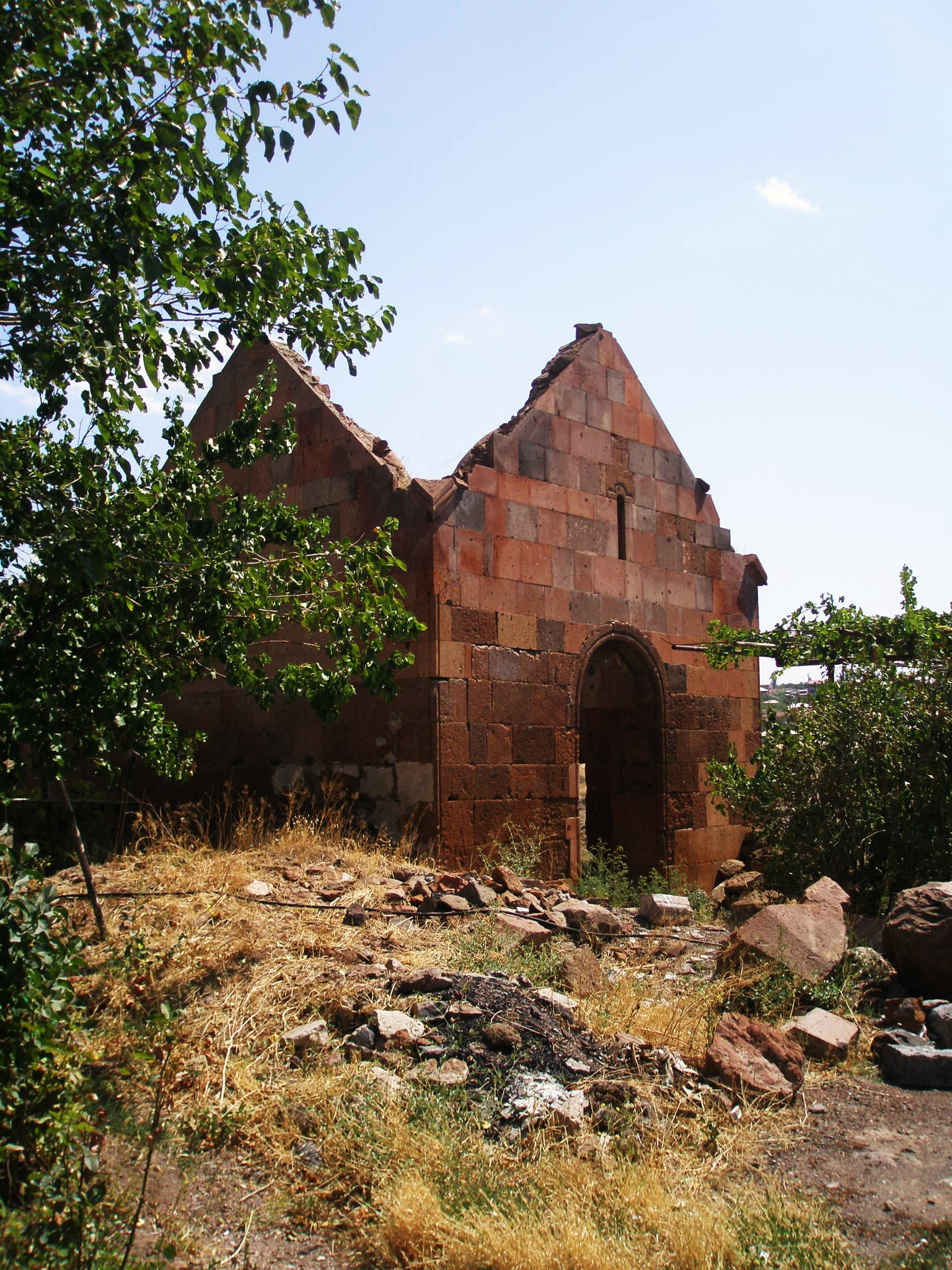
トシラナヴォル教会
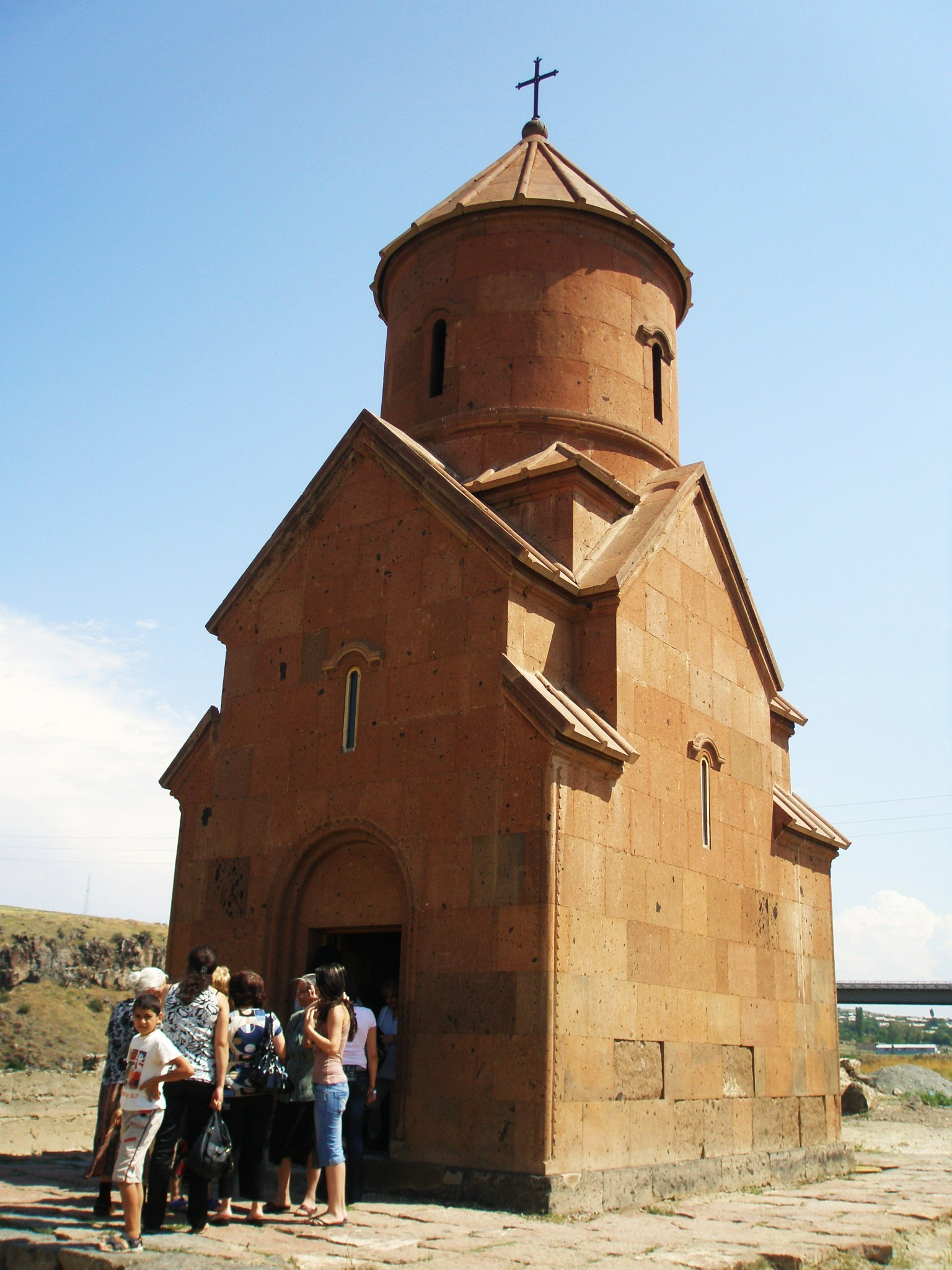
聖サルギス教会
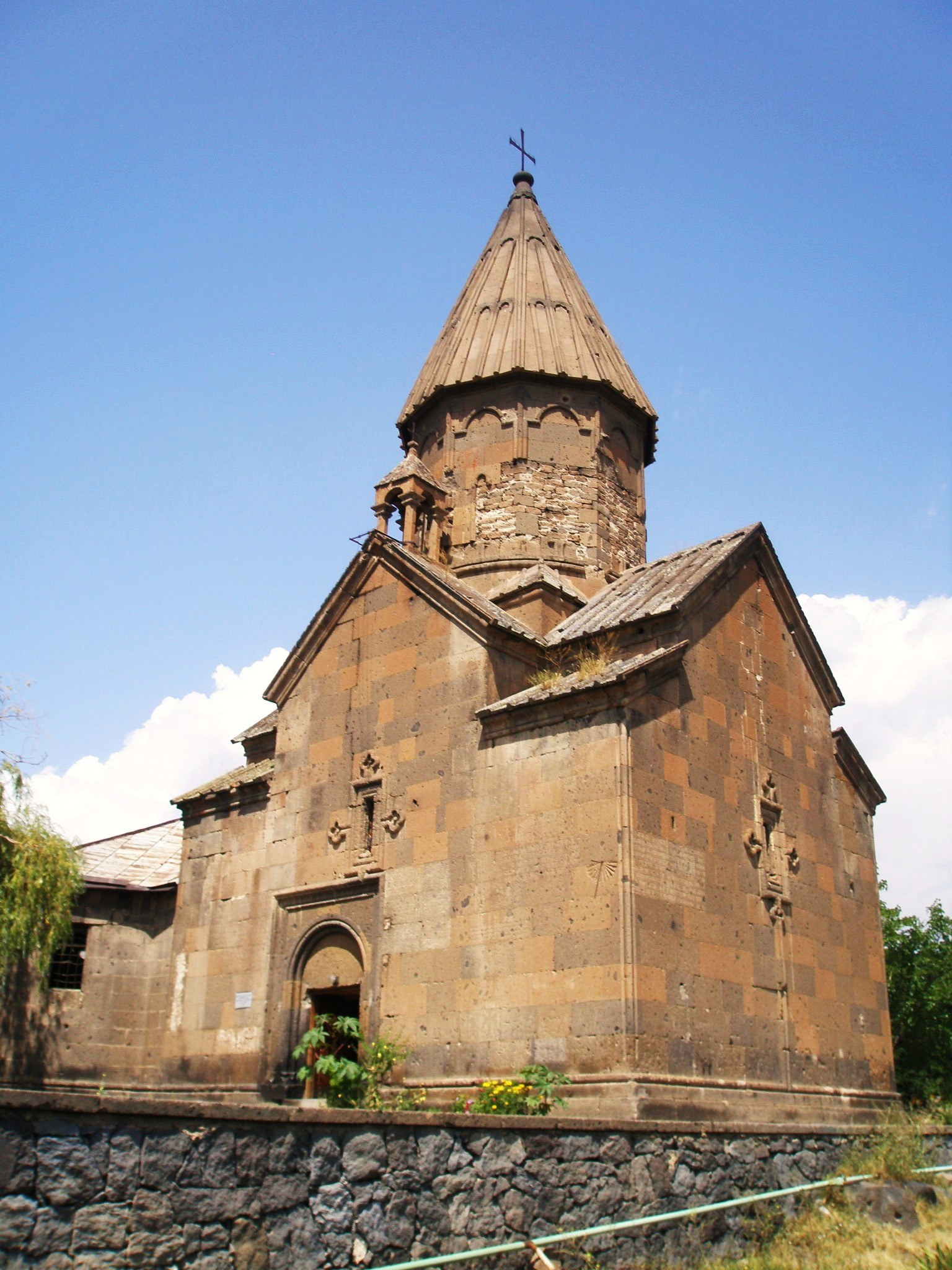
聖マリアン教会
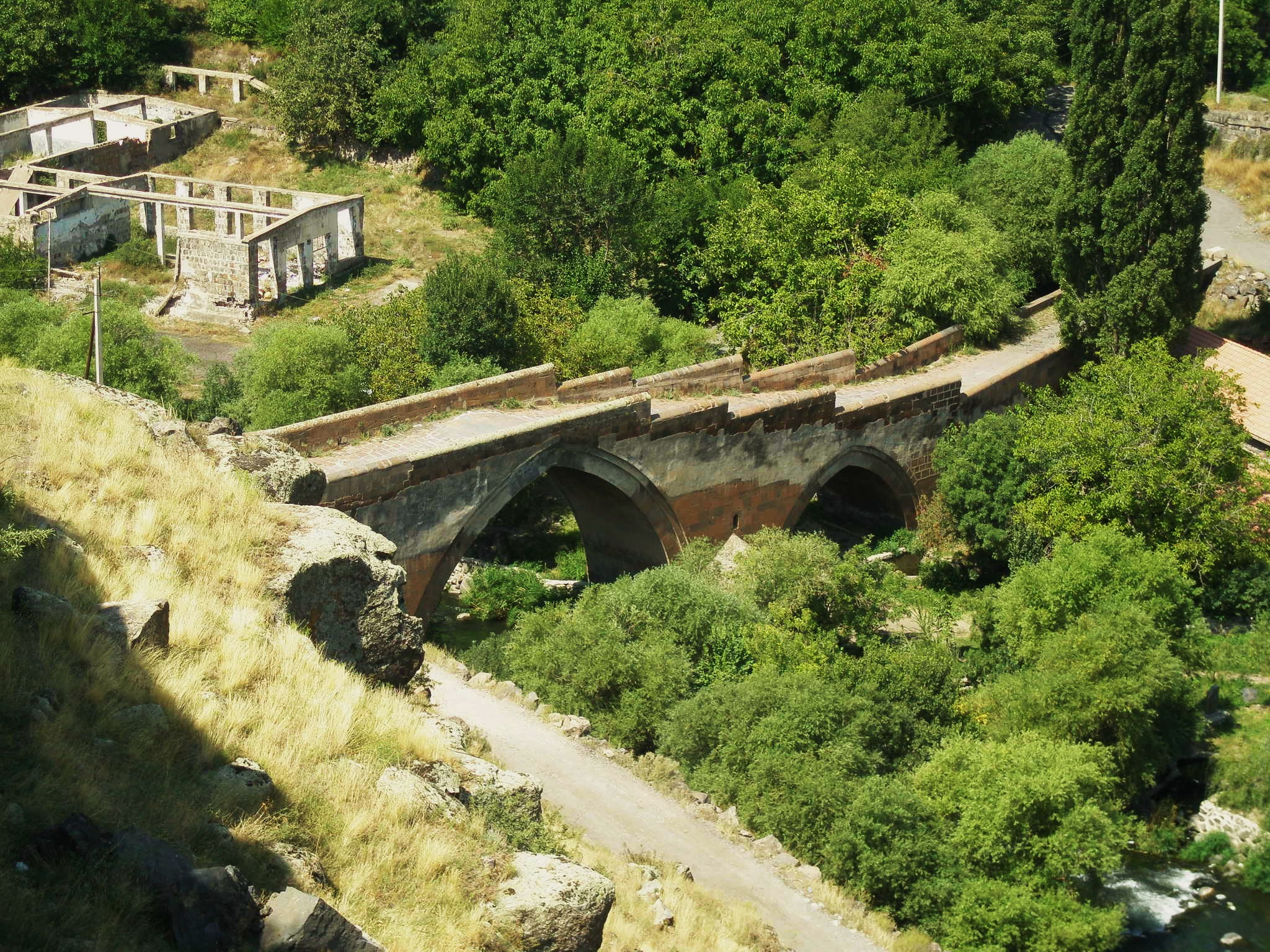
カサグ川に架かるアシュタラク橋